# Четвергов, Дмитрий Борисович
Дми́трий Бори́сович Четверго́в (род. 23 июня 1961, Москва, СССР) — заслуженный артист России, советский и российский музыкант, гитарист, композитор, аранжировщик, один из учредителей и генеральный продюсер музыкального лейбла Moscow City Records.

## Биография
Родился в Москве. Окончил музыкальную школу с отличием.
В 1978 году поступил в студию джазовой импровизации «Москворечье».
Служил в армии.
После возвращения из армии работал артистом в Тюменской, Ростовской, Московской областных филармониях и в Северо-Осетинской Госфилармонии в группах «Экипаж» (1982—1983), «Квадро» (1984—1987), «Дюна» (1987), «Кураж» (1989), «Кар-Мэн» (1993, 1996).
Окончил Московский государственный институт культуры по специализации руководитель оркестра народных инструментов.
С 1992 по 1997 гг. Дмитрий работал в качестве гитариста и аранжировщика в группе Николая Носкова.
С 1995 года по опросу среди отечественных профессионалов (газета "Московский Комсомолец", журнал "Music box") занимал лидирующую позицию в номинации «Электрогитара».
В 1997 году выпустил сольный инструментальный альбом «Свободный полёт». В том же году Дмитрий Четвергов и Николай Арутюнов создали группу «Четверг Арутюнова».
Работал с заслуженным артистом России Валерием Ярёменко.
В его послужном списке многие звёзды российской эстрады. Работал с Александром Кутиковым, Алсу, Ларисой Долиной, Григорием Лепсом, Николаем Носковым, Кристиной Орбакайте, Игорем Сандлером, Дмитрием Колдуном, Андреем Губиным, Олегом Газмановым, Лолитой Милявской, Натальей Ветлицкой, Валерием Леонтьевым, Алексеем Глызиным, Сосо Павлиашвили, Аркадием Укупником, Алёной Свиридовой, Юлией Началовой, Жасмин, Григорием Гладковым и многими другими.
Сотрудничал с Джо Сатриани, Гленном Хьюзом (Deep Purple) и Джо Линн Тёрнером (Rainbow, Deep Purple).
В 1998 году гитарист занялся переработкой и записью новых версий рок-опер А. Рыбникова «Юнона и Авось» и «Звезда и смерть Хоакина Мурьеты».
Гитарист, аранжировщик и саунд-продюсер песни «Running Scared», которая принесла победу дуэту из Азербайджана (Евровидение 2011).
В 2012 году принял участие в проекте «Соло для гитары с оркестром», релиз которого состоялся в ММДМ.
Участвовал в исполнении рок-оперы И. Демарина «Парфюмер».
Являлся постоянным участником фестиваля «Мамакабо», гитарного фестиваля в Плёсе, фестиваля «Усадьба Джаз» в Архангельском, Эдинбургского Фестиваль Искусств (Шотландия), мотофестивалей в Малоярославце, Суздале, рок-фестиваля «Антифабрика» и других мероприятий.
Лауреат премии «Золотая Нота» в номинации «Лучший гитарист 2014».
В 2015 году Дмитрий Четвергов обновил звучание старых песен и стал участником группы «Круиз».
Премьера новой программы состоялась на фестивале памяти легендарного вокалиста группы — Александра Монина, по традиции организованного продюсерским центром Игоря Сандлера.
В декабре 2015 году Дмитрий Четвергов был награждён грамотой Президентского полка за высокое исполнительское мастерство.
На протяжении долгого времени сотрудничал с российским классиком — композитором Эдуардом Артемьевым. Дмитрий Четвергов является исполнителем на гитаре произведения «Офицерское братство» (саундтрек из фильма Никиты Михалкова «Сибирский цирюльник»).
В 2017 году выступил в Мариинском театре — впервые за всю историю этой академической сцены в зале звучал рок.
Первый российский музыкант, выступивший в прямом эфире Rock Fm.
Член жюри проекта «Площадь Согласия» на «Вечерней Москве».
В 2017 году вместе с Михаилом Менем создал группу ChetMen.
Стиль коллектива можно охарактеризовать как фьюжн — сплав джаза, блюза, фанка, соула с элементами поп-рока, арт-рока и этнической музыки. Группа активно участвует в различных джазовых фестивалях в России и за рубежом, в том числе в Монтрё (Швейцария).
15 ноября 2018 объявил уход из группы «Круиз»: «Почти 4 года я занимался этой легендарной группой как аранжировщик, саунд-продюсер и гитарист. Свою работу в группе „Круиз“ я делал от души и сердца и отвечаю за каждую ноту! Знаю, что ребята, которые ушли из жизни: Александр Монин, Александр Кирницкий, Константин Титов порадовались бы новому звучанию группы. А сейчас накопилось много других интересных проектов, а также хочется плотнее заняться своим новым инструментальным альбомом, который я всё время откладывал в течение многих лет. Иду вперёд навстречу новым творческим проектам!».
19 марта 2019 сингл Дмитрия Четвергова «Game» вышел на 1 место в «iTunes Top 200 Russia» в категории «Рок». Об этом сообщили представители российского лейбла звукозаписи «Moscow City Records» и новостной проект о музыкальной индустрии Mesmika.com.
В августе 2019 года Дмитрий Четвергов выступил с Президентским оркестром на Красной Площади на фестивале «Спасская башня».
13 августа 2020 выпустил новый альбом «Повороты судьбы», который сразу же занял 1 место в российском iTunes Top 200 Releases.

## Награды и почётные звания
В 2020 году Дмитрию Четвергову присвоено почётное звание «Заслуженный артист Московской области».
В 2022-м, в год своего 40-летнего юбилея на профессиональной сцене, был удостоен ведомственной награды «Благодарность Министра культуры Российской Федерации».
В 2024 году указом Президента РФ Владимира Владимировича Путина Дмитрию Четвергову присвоено почётное звание «Заслуженный артист Российской Федерации».

## Дискография

### Альбомы
1. Свободный полет (1997)
2. С цветка на цветок (2005)
3. Струны российской души (2009)
4. Повороты судьбы (2020)
5. The Best (2021)

### Синглы
1. Я люблю Live (2018)
2. Game Live (2018)
3. Ecstasy (2019)
4. SexyHorsesSuccess (2019)
5. Summer Blues (2019)
6. Rules Don’t Apply (2019)
7. Повороты судьбы (2020)
8. Pulse (2020)
9. Памяти друзей (2020)
10. Раздумье (2023)
11. Мой Рахманинов (2023)
12. Время-река (2024)

### Совместные альбомы и синглы
1. «Ветер в гривах» группа «КУРАЖ» (1989)
2. «Ночные Мечты» группа «КВАДРО» (1989)
3. Nikolay «Mother Russia» (1994)
4. Четверг Арутюнова (2002)
5. Glenn Hughes & Joe Lynn Turner «Made in Moscow» (2005)
6. ПИПЛ про/to PURPLE российское посвящение Deep Purple (2006)
7. Рок-Академия «Москворечье» «Возвращение навсегда» (2015)
8. Дмитрий Четвергов, Владимир Черноклинов «Атмосфера» (2017)
9. Дмитрий Маликов, Дмитрий Четвергов «Birds» (2021)
10. Дмитрий Четвергов, Маша Кац «Поцелуй небо» (2022)
11. Вячеслав Горский, Дмитрий Четвергов «Песня дождя» (2023)
12. Дмитрий Четвергов & Sandler Rock School (Олеся Казаченко, Адель Star, Фёдор Сорокин, Андрей Емелин, mortisha), при участии Игоря Сандлера (2023)

### Работа в кино
- 2016 — Блюз для сентября — камео

## Семья
Мать Светлана Александровна - педагог. Отец Четвергов Борис Борисович — инженер .
Брат Леонид, сестра Екатерина.
Дяди по линии отца:
- Александр Геннадьевич Четвергов (отец Андриан) — предстоятель Русской православной Старообрядческой церкви с титулом Митрополит Московский и всея Руси.
- Борис Геннадьевич Четвергов — композитор, заслуженный деятель искусств Республики Татарстан [35], преподавал в Казанской государственной консерватории.
- Виктор Геннадьевич Четвергов — художник.
- Геннадий Геннадьевич Четвергов — настоятель храма Казанской иконы Богородицы в Казани благочинный части приходов Казанско-Вятской епархии, протоиерей [36].

Дмитрий Четвергов был женат.
Дочь — Светлана Четвергова (род. 2008). Окончила Московскую центральную художественную школу при Российской академии художеств . Увлекается дизайном одежды и полиграфическим дизайном. Разработала дизайн для альбома «Повороты судьбы» (2020) и синглов Маши Кац «Боль» (2022), «Примирение» (2023), сингла Михаила Меня «Наше общение» (2023).